# Maria Dizzia
Maria Dizzia (* 29. Dezember 1974 in Cranford, New Jersey) ist eine US-amerikanische Theater- und Filmschauspielerin.

## Leben
Maria Dizzia studierte Schauspiel an der Cornell University in Ithaca. Ihren Master-Abschluss machte sie an der University of California, San Diego. 2001 zog sie nach New York City. Sie wurde zunächst als Theater-Schauspielerin aktiv. Für ihre Nebenrolle in dem Stück In the Next Room or the Vibrator Play wurde sie 2010 für einen Tony Award nominiert.
Ab 2013 spielte sie „Polly Harper“ in der Serie Orange Is the New Black. 2019 spielte sie die Hauptrolle im Oscar-prämierten Kurzfilm Das Fenster gegenüber. 
Sie wirkte insgesamt bereits in mehr als 70 Produktionen mit.

## Filmografie (Auswahl)
- 2009: The Other Woman (Love and Other Impossible Pursuits)
- 2011: Martha Marcy May Marlene
- 2011: Der große Crash – Margin Call (Margin Call)
- 2012: Keep the Lights On
- 2013–2014, 2019: Orange Is the New Black (Fernsehserie, 18 Folgen)
- 2014: Gefühlt Mitte Zwanzig (While We’re Young)
- 2015: True Story – Spiel um Macht (True Story)
- 2015: Alle Farben des Lebens (3 Generations)
- 2017: Red Oaks (Fernsehserie, 5 Folgen)
- 2017: Abgang mit Stil (Going in Style)
- 2017–2019: Tote Mädchen lügen nicht (13 Reasons Why, Fernsehserie, 8 Folgen)
- 2018: Piercing
- 2018: Vox Lux
- 2019: Das Fenster gegenüber (The Neighbors’ Window, Kurzfilm)
- 2019–2020: Emergence (Fernsehserie, 9 Folgen)
- 2020: The Outside Story
- 2020: The Undoing (Miniserie, 2 Folgen)
- 2022: The Staircase (Miniserie, 6 Folgen)
- 2022: The First Lady (Fernsehserie, 3 Folgen)
- 2022: Funny Pages
- 2023: School Spirits (Fernsehserie, 7 Folgen)
- 2023: The Graduates
- 2023: My Old Ass
- 2024: We Strangers
- 2024: Christmas Eve in Miller's Point
- 2024: Agatha All Along (Fernsehserie)
- 2024: Before (Fernsehserie)
- 2025: Plainclothes